# ريتشارد لونغ
ريتشارد لونغ (بالإنجليزية: Richard Long)‏ (و. 1927 – 1974 م) هو ممثل، وممثل تلفزيوني، من الولايات المتحدة الأمريكية، ولد في شيكاغو، توفي في لوس أنجلوس، عن عمر يناهز 47 عاماً بسبب نوبة قلبية.

## وصلات خارجية
- ريتشارد لونغ على موقع IMDb (الإنجليزية)
- ريتشارد لونغ على موقع ألو سيني (الفرنسية)
- ريتشارد لونغ على موقع أول موفي (الإنجليزية)
- ريتشارد لونغ على موقع قاعدة بيانات الأفلام السويدية (السويدية)
- ريتشارد لونغ على موقع إن إن دي بي (الإنجليزية)
- ريتشارد لونغ على موقع قاعدة بيانات الفيلم (الإنجليزية)
- ريتشارد لونغ على موقع كينوبويسك (الروسية)